# سنبل طائفی
سنبل طائفی خواننده و آهنگساز ایرانی است. او اهل جنوب ایران است و ساکن نیوزیلند می‌باشد.

## زندگی‌نامه
طائفی در لندن به تحصیل موسیقی پرداخت و سپس به ساموآ و بعد از آن به اوکلند مهاجرت کرد. او زمانی که تنها هفت سال داشت در برنامه‌های تلویزیونی کودک حضور پیدا کرد. او در نیوزلند، انگلیس، استرالیا، آفریقای جنوبی، چین، آمریکا و کانادا کنسرت برگزار کرده‌است و همچنین چندین آلبوم به زبان فارسی ضبط و پخش کرده‌است. او آلبومی با نام "The Other Wing" را به زبان انگلیسی با همکاری یک پیانیست به نام استیون اسمال ساخته و منتشر کرده‌است. او اشعاری از بهاءالله، مؤسس مذهب بهائی و پسرش عبدالبهاء و نیز پیروان دین بهائی مانند ورقاء، طاهریح، جنون و نوش را بازخوانی کرده‌است. او با نوازندگانی چون فرحشید گلبرانی و بهزاد خوش مشرب کار کرده و آلبوم "دریای راز" را با ارکستر سمفونیک ملی چک ضبط کرده‌است.